# Banque tunisienne de solidarité
Pour les articles homonymes, voir BTS.
La Banque tunisienne de solidarité (BTS), créée par le décret présidentiel du 21 mai 1997, est une banque de dépôt tunisienne régie par la loi n°67-51 du 7 décembre 1967 qui réglemente la profession bancaire. Elle démarre effectivement ses activités en mars 1998.
Placée sous la cotutelle du ministère des Finances et de la Banque centrale de Tunisie (BCT), elle vise à offrir des moyens de financement et la création de sources de revenus pour les personnes qui n'arrivent pas à réunir les ressources nécessaires ou à offrir les garanties suffisantes. En dix ans d'existence, elle a constitué une alternative au système bancaire classique en finançant quelque 460 000 micro-projets et microentreprises de jeunes promoteurs, pour un montant total de 970 millions de dinars. Outre l'assistance pour lancer des micro-projets, la BTS travaille en concert avec des associations et des ONG ou dans le cadre de conventions de refinancement ; elle a développé pour ce faire 271 associations de microcrédit (AMC), entre 1998 et 2008, dont le plafond de financement atteint 4 000 dinars par projet. À la fin mai 2008, 69 % des prêts de la BTS sont destinés aux micro-entreprises, 25 % à son réseau d'AMC et 6 % à l'achat d'ordinateurs familiaux. Le secteur des services et des petits métiers constituaient jusqu'en 2002 pas moins de 77 % de l'ensemble des projets approuvés par la banque. 
Son attractivité s'appuie sur un faible taux d'intérêt (5 % soit la moitié de celui du marché) et la possibilité d'octroi d'un crédit liée à une extension des délais de grâce et des échéances de remboursement. En 2008, le plafond de crédit visant les micro-entreprises s'élèvent à 100 000 dinars pour les diplômés de l'enseignement supérieur et les agriculteurs — contre 80 000 dinars auparavant — et 20 000 dinars pour les autres demandeurs.
Après l'ouverture de son capital en octobre 1997, la BTS capitalise près de 30 millions de dinars tunisiens, dont 62 % des actions sont détenues par des entreprises privées et des particuliers. En 2008, la banque atteint un taux de recouvrement supérieur à 90 % pour les AMC et à 80 % pour les micro-entreprises.
Mohamed Kaaniche est son PDG depuis le 25 septembre 2012.

## Code BIC
- TUSOTNT1XXX